# Andrzej Dunajewski
Andrzej Stanisław Julian Dunajewski (wł. Sas-Dunajewski) (ur. 3 sierpnia 1908 w Woli Justowskiej, zm. w sierpniu 1944) – polski zoolog, ornitolog.

## Życiorys
Syn Stanisława Dunajewskiego i Zofii z Madeyskich. Po ukończeniu Gimnazjum św. Anny w Krakowie studiował nauki biologiczne na Wydziale Filozoficznym Uniwersytetu Jagiellońskiego. Pracę magisterską o naczyniach limfatycznych węgorza przygotował pod kierunkiem prof. Henryka Ferdynanda Hoyera, na jej podstawie uzyskał tytuł magistra zoologii. Od 1933 do 1939 pracował na stanowisku asystenta w Dziale Kręgowców Państwowego Muzeum Zoologicznego, wiosną 1939 wyjechał na krótko do Berlina, gdzie pogłębiał wiedzę ornitologiczną pod kierunkiem prof. Erwina Stresemanna. Po wybuchu II wojny światowej pracował w Związku Organizacji Rybackiej, równocześnie wykładał na Tajnym Uniwersytecie Warszawskim, tam też uzyskał stopień doktora nauk ogłaszając pracę o ptakach Wołynia. Walczył w powstaniu warszawskim, zginął razem z żoną i córką na Starym Mieście.

## Dorobek naukowy
Jako ornitolog-systematyk i taksonom prowadził badania na Wołyniu i Czarnohorze oraz w okolicach Włoszczowy. Opisał 18 form geograficznych, był autorem opracowań dotyczących faunistyki i ornitologii łowieckiej. 

### Publikacje
- "Klucz do oznaczania ptaków Polski" (współautor Jan Marchlewski);
- "Fauna słodkowodna Polski", rozdział "Ptaki";
- "Ptaki wodne i ich znaczenie w rybactwie".